# Dave Irwin
David Benjamin Irwin detto Dave (Thunder Bay, 12 luglio 1954) è un ex sciatore alpino canadese.

## Biografia
Dave Irwin proviene da una famiglia di grandi tradizioni nello sci alpino: è figlio di Bill e nipote di Bert, a loro volta atleti di alto livello. Entrò nella nazionale canadese nel 1971, diciassettenne, e nella stagione 1971-1972 in Can-Am Cup vinse la classifica di slalom speciale; specializzatosi poi nella discesa libera, in Coppa del Mondo esordì il 22 dicembre 1973 a Schladming (14º), ottenne il primo piazzamento il 26 gennaio 1975 a Innsbruck (6º) e l'unica vittoria, nonché primo podio, il 20 dicembre dello stesso anno a Schladming, davanti all'austriaco Klaus Eberhard e all'italiano Herbert Plank.
Ai XII Giochi olimpici invernali di Innsbruck 1976, su esordio olimpico, dopo esser stato portabandiera del Canada durante la cerimonia di apertura si classificò all'8º posto; ai successivi XIII Giochi olimpici invernali di Lake Placid 1980, sua ultima presenza olimpica, giunse invece 11º. Il 17 febbraio 1982 salì per la seconda e ultima volta sul podio in Coppa del Mondo, 3º a Whistler alle spalle dello svizzero Peter Müller e di Steve Podborski; si ritirò al termine di quella stessa stagione 1981-1982 e il suo ultimo piazzamento agonistico fu il 7º posto ottenuto nella discesa libera di Coppa del Mondo disputata ad Aspen il 6 marzo. Non ottenne piazzamenti ai Campionati mondiali.

### Bilancio della carriera
Tra la metà degli anni 1970 e i primi anni 1980 fu uno dei pochi discesisti in grado di inserirsi al vertice della classifica di specialità dominata dalla forte squadra austriaca, di cui faceva parte tra l'altro Franz Klammer. Fece parte assieme ai connazionali Ken Read, Steve Podborski e Dave Murray dei cosiddetti Crazy Canucks, specialisti della discesa libera celebri per la spregiudicatezza e il coraggio con il quale affrontavano le piste, a causa di quali Irwin si procurò diversi infortuni in carriera.

## Palmarès

### Coppa del Mondo
- Miglior piazzamento in classifica generale: 17º nel 1976
- 2 podi (entrambi in discesa libera):
  - 1 vittoria
  - 1 terzo posto

#### Coppa del Mondo - vittorie
| Data             | Località   | Paese   | Specialità |
| ---------------- | ---------- | ------- | ---------- |
| 20 dicembre 1975 | Schladming | Austria | DH         |

Legenda:

DH = discesa libera

### Can-Am Cup
- Vincitore della classifica di slalom speciale nel 1972[2]

### Campionati canadesi
- 3 medaglie:
  - 3 bronzi (slalom speciale[2] nel 1974; discesa libera[2] nel 1979; discesa libera[3] nel 1981)

## Riconoscimenti

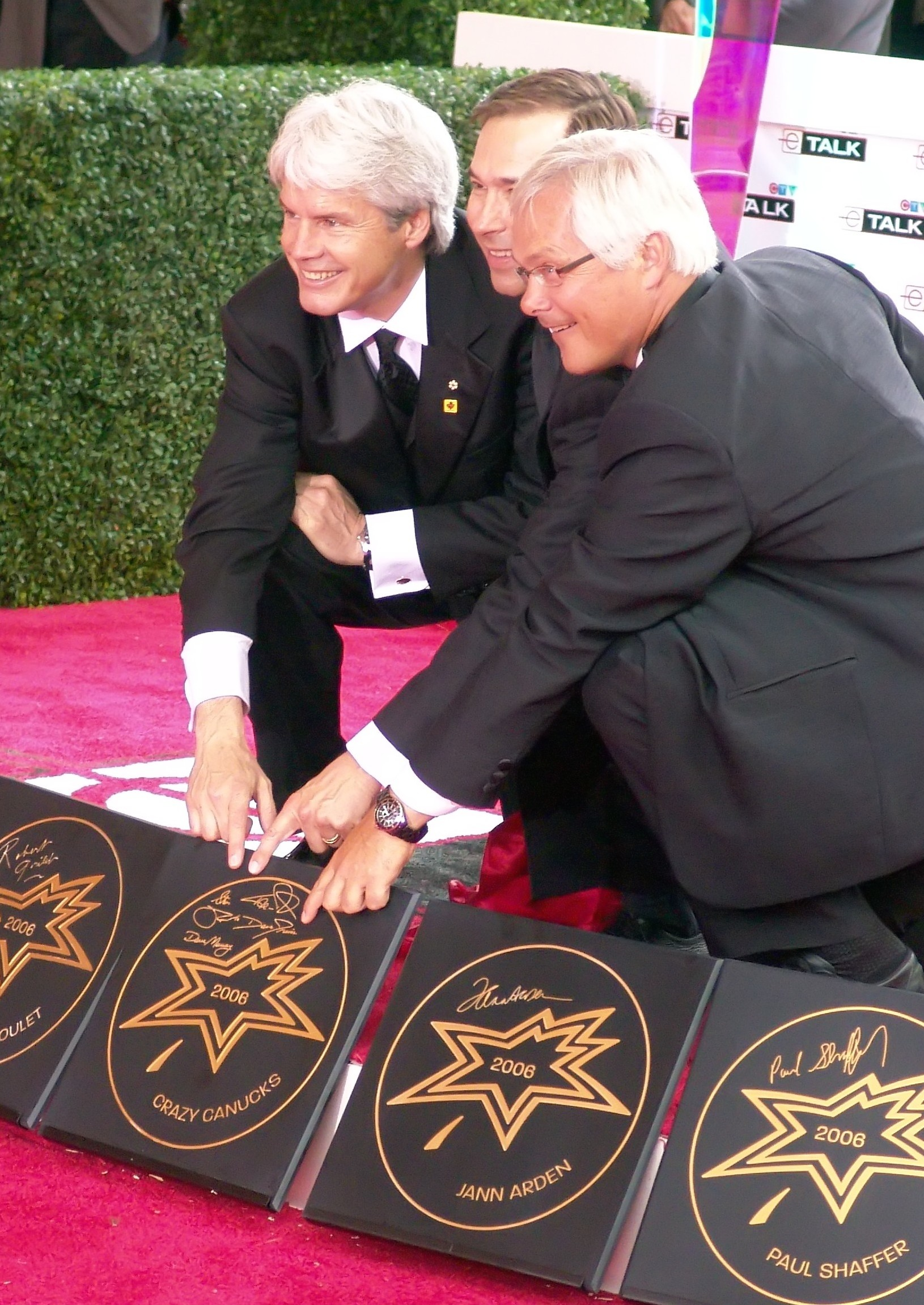
I Crazy Canucks Ken Read (a sinistra), Steve Podborski (al centro) e Dave Irwin (a destra) durante la cerimonia della Canada's Walk of Fame 2006

- Sport Excellence Award from the Government of Canada (1982)[2]
- Canada's Walk of Fame (2006)[2]